# Paprocany (gmina)
Paprocany – dawna jednostkowa gmina wiejska w  woj. śląskim. Siedzibą władz gminy były Paprocany (obecnie dzielnica Tychów).
Jako gmina jednostkowa gmina Paprocany funkcjonowała za II Rzeczypospolitej w latach 1922–1945 w powiecie pszczyńskim w woj. śląskim
1 grudnia 1945 na obszarze woj. śląskiego (z gminami jednostkowymi) utworzono gminy zbiorowe. Paprocany weszły (jako gromada) w skład nowo utworzonej gminy Tychy; nie utworzono natomiast gminy zbiorowej Paprocany.
Brak jednoznacznych informacji czy kiedykolwiek po wojnie istniała zbiorowa gmina Paprocany. W wykazie gmin z 1946 roku Paprocany występują nadal jako jedna z 3 gromad gminy Tychy (Tychy, Paprocany i Wilkowyje). Wyrażenie "gmina Paprocany" figuruje natomiast w rozporządzeniu z 1950 roku, kiedy to miała być "zniesiona" i (wraz ze "zniesioną" gminą Wilkowyje) do nowo utworzonego miasta Tychy, powstałego 1 stycznia 1951 z "gminy Tychy", której nadano ustrój miejski. Ponieważ brak jest jakichkolwiek informacji o istnieniu wiejskich gmin zbiorowych o nazwie Paprocany czy Wilkowyje po wojnie (oprócz owego doraźnego rozporządzenia z 1950 roku), a oficjalne wykazy powojenne w ogóle ich nie wymieniają, sugeruje to, że wyrażenie „gmina” w rozporządzeniu z 1950 roku mylnie nawiązuje do jednostek przedwojennych, tzn. gmin jednostkowych Paprocany, Wilkowyje i Tychy, gdzie poprawnie powinno było użyć terminów  wieś lub gromada (por. też gmina Czechowice, gmina Dziedzice, gmina Krzyżkowice, gmina Orzepowice, gmina Pietrzkowice, gmina Pstrążna, gmina Szczygłowice, gmina Wilkowyje, gmina Zamysłów, gmina Zielona, gdzie postąpiono analogicznie).